# لوسي لوليس
إسمها الحقيقي لوسيل فرانسيس راين (بالإنجليزية: Lucille Frances Ryan)‏ هي ممثلة وناشطة وموسيقية نيوزلندية ولدت 29 مارس 1968 في مدينة أوكلاند سيتي في نيوزيلندا، بدأت مسيرتها الفنية عام 1989.
من أبرز المسلسلات التي مثلت فيها هو مسلسل زينا: الأميرة المحاربة، كما مثلت دور لوكريتيا في سلسلة سبارتاكوس في الجزئين سبارتاكوس: الدم والرمل في سنة 2010 و سبارتاكوس: آلهة الحلبة في سنة 2011 سبارتاكوس: الانتقام في سنة 2012.
مثلت دور دايان لويس في مسلسل الحدائق والمنتزهات من سنة 2012 إلى سنة 2015 ومثلت دور الكونتية إنغريد فون ماربورغ في مسلسل سالم في سنة 2015 ومثلت دور روبي في مسلسل آس فيرسوس إيف ديد من سنة 2015 إلى سنة 2018.

## النشأة
ولدت لوسيل فرانسيس في مدينة أوكلاند في نيوزلندا في منطقة جبل ألبرت كإبنة لرجل الأعمال المصرفي وعمدة جبل ألبرت فرانك راين وزوجته المعلمة جولي راين هي الخامسة ل6 أخوة لها 4 أخوان وأخت واحدة. كانت تصف عائلتها بالعائلة الأيرلندية الكاثوليكية الكبيرة، في مقابلة لها مع قناة ديسكفري ذكرت أن عائلة والدها تنحدر من كويلتي من أيرلندا وذكرت أن جدها الأكبر تم نفيه إلى نيوزلندا بعد إدانته بارتكاب جرائم في أيرلندا. في عمر العاشرة بدأت بالظهور في الحفلات الموسيقية وبدأت بالتمثيل والغناء في العروض المدرسية. بعمر ال18 وكعادة النيوزلنديين قامت برحلة تجوال حول العالم مع عشيقها غارث لوليس في أوروبا وأمريكا. في عمر ال21 فازت بلقب الوصيفة الثانية للقب ملكة جمال نيوزلندا في سنة 1989.

## الحياة الشخصية

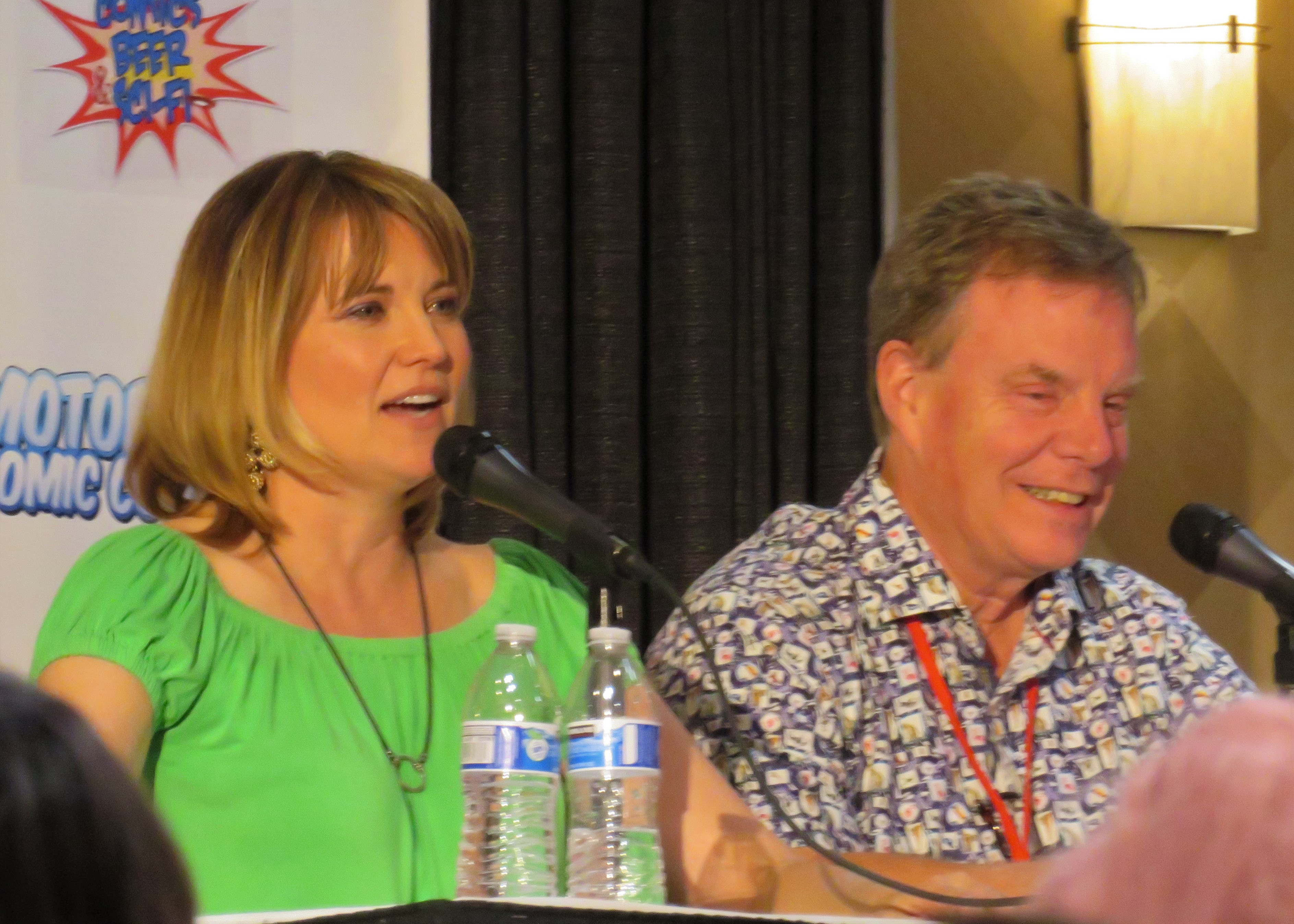
سؤال وجواب مع لوسي لوليس وروب تابيرت

في سنة 1988 وبعمر ال19 سنة حملت لوسي من عشيقها غارث لوليس وانجبت إبنتها ديزي منه قبل ان تتزوج منه في نفس العام ويعودا إلى نيوزلندا قادمين من أستراليا حيث كانا يعملان، في سنة 1995 تطلقت منه. في مارس 1998 تزوجت لوسي من المنتج روبرت تابرت وأنجبت ولدين منه جوليوس (في أكتوبر 1999) و جودا (في مايو 2002) حيث ولد الإثنين في أوكلاند في نيوزلندا.

## الأعمال

### أفلام
- الرجل العنكبوت
- قصص ما قبل النوم

## روابط خارجية
- الموقع الرسمي
- لوسي لوليس على موقع IMDb (الإنجليزية)
- لوسي لوليس على موقع ميتاكريتيك (الإنجليزية)
- لوسي لوليس على موقع الموسوعة البريطانية (الإنجليزية)
- لوسي لوليس على موقع روتن توميتوز (الإنجليزية)
- لوسي لوليس على موقع قاعدة بيانات الأفلام العربية
- لوسي لوليس على موقع ألو سيني (الفرنسية)
- لوسي لوليس على موقع ميوزك برينز (الإنجليزية)
- لوسي لوليس على موقع تيرنر كلاسيك موفيز (الإنجليزية)
- لوسي لوليس على موقع أول موفي (الإنجليزية)
- لوسي لوليس على موقع قاعدة بيانات برودواي على الإنترنت (الإنجليزية)